# John Cregan
John Francis Cregan (Schenectady, Nueva York, 29 de enero de 1878 - Filadelfia, Pensilvania, 26 de diciembre de 1965) fue un atleta estadounidense que corrió a finales del siglo XIX y que era especialista en las carreras de media distancia.
En 1900 tomó parte en los Juegos Olímpicos de París, en la que ganó la medalla de plata en la carrera de los 800 metros, al quedar por detrás del británico Alfred Tysoe.

## Grandes marcas
•	800 metros. 1' 55.3", en 1895
•	milla. 4' 24.4", en 1900